# كول وليامز
كول وليامز (بالإنجليزية: Cole Williams)‏ هو ممثل أمريكي، ولد في 28 يوليو 1981.

## وصلات خارجية
- كول وليامز على موقع IMDb (الإنجليزية)
- كول وليامز على موقع قاعدة بيانات الفيلم (الإنجليزية)